# Campionat de Lituània de ciclisme en contrarellotge
El Campionat de Lituània de ciclisme en contrarellotge és una competició ciclista que serveix per a determinar el Campió de Lituània de ciclisme de la modalitat de contrarellotge individual.
La primera edició es disputà el 1997. El títol s'atorga al vencedor d'una única carrera. El vencedor obté el dret a portar un mallot amb els colors de la bandera lituana en les proves de contrarellotge fins al Campionat de l'any següent.

## Palmarès masculí
| Any  | Primer               | Segon                | Tercer               |
| 1997 | Raimundas Vilcinskas | Remigius Lupeikis    | Arturas Trumpauskas  |
| 1998 | Raimundas Vilcinskas | Remigius Lupeikis    | Raimondas Rumšas     |
| 1999 | Raimondas Rumšas     | Arturas Kasputis     | Raimundas Vilcinskas |
| 2000 | Remigius Lupeikis    | Dariusz Strole       | Linas Balciunas      |
| 2001 | Remigius Lupeikis    | Linas Balciunas      | Raimondas Rumšas     |
| 2002 | Raimondas Vilcinskas | Remigius Lupeikis    | Mindaugas Goncaras   |
| 2003 | Tomas Vaitkus        | Raimondas Vilcinskas | Dainius Kairelis     |
| 2004 | Tomas Vaitkus        | Vytautas Kaupas      | Gediminas Bagdonas   |
| 2005 | Raimondas Rumšas     | Tomas Vaitkus        | Ignatas Konovalovas  |
| 2006 | Ignatas Konovalovas  | Gediminas Bagdonas   | Simas Kondrotas      |
| 2007 | Gediminas Bagdonas   | Ignatas Konovalovas  | Evaldas Šiškevicius  |
| 2008 | Ignatas Konovalovas  | Tomas Vaitkus        | Evaldas Siskevicius  |
| 2009 | Ignatas Konovalovas  | Evaldas Siskevicius  | Ramunas Navardauskas |
| 2010 | Ignatas Konovalovas  | Evaldas Siskevicius  | Ramunas Navardauskas |
| 2011 | Gediminas Bagdonas   | Ramunas Navardauskas | Evaldas Siskevicius  |
| 2012 | Ramunas Navardauskas | Ignatas Konovalovas  | Gediminas Bagdonas   |
| 2013 | Ignatas Konovalovas  | Gediminas Bagdonas   | Ramunas Navardauskas |
| 2014 | Ramunas Navardauskas | Ignatas Konovalovas  | Gediminas Bagdonas   |
| 2015 | Ramunas Navardauskas | Gediminas Bagdonas   | Ignatas Konovalovas  |
| 2016 | Ignatas Konovalovas  | Paulius Siskevicius  | Raimondas Rumšas     |
| 2017 | Ignatas Konovalovas  | Gediminas Bagdonas   | Raimondas Rumšas     |
| 2018 | Gediminas Bagdonas   | Ramunas Navardauskas | Paulius Siskevicius  |
| 2019 | Gediminas Bagdonas   | Evaldas Šiškevicius  | Ramūnas Navardauskas |
| 2020 | Evaldas Šiškevičius  | Gediminas Bagdonas   | Venantas Lašinis     |
| 2021 | Evaldas Šiškevičius  | Aivaras Mikutis      | Venantas Lašinis     |
| 2022 | Aivaras Mikutis      | Evaldas Šiškevičius  | Venantas Lašinis     |
| 2023 | Aivaras Mikutis      | Venantas Lašinis     | Rokas Kmieliauskas   |
| 2024 | Venantas Lašinis     | Kristupas Mikutis    | Rokas Kmieliauskas   |
| 2025 | Aivaras Mikutis      | Rokas Kmieliauskas   | Lukas Talačka        |

### Palmarès sub-23
| Any  | Primer              | Segon                   | Tercer              |
| 2015 | Paulius Šiškevičius | Raimondas Rumšas        | Jonas Maiselis      |
| 2016 | Raimondas Rumšas    | Justas Beniusis         | Venantas Lasinis    |
| 2017 | Venantas Lasinis    | Arvydas Birenis         | Justas Beniusis     |
| 2018 | Justas Beniušis     | Venantas Lašinis        | Kęstutis Vaitaitis  |
| 2019 | Justas Beniušis     | Venantas Lašinis        | Rojus Adomaitis     |
| 2020 | Rokas Kmieliauskas  | Mantas Januškevičius    | Denas Masiulis      |
| 2021 | Rokas Kmieliauskas  | Denas Masiulis          | Aristidas Kelmelis  |
| 2022 | Rokas Kmieliauskas  | Žygimantas Matuzevičius | Aristidas Kelmelis  |
| 2023 | Rokas Adomaitis     | Jomantas Venckus        | Martynas Tomkus     |
| 2024 | Jomantas Venckus    | Aironas Gerdauskas      | Olegas Ivanovas     |
| 2025 | Aironas Gerdauskas  | Dovydas Bružas          | Titas Laurinavičius |

## Palmarès femení
| Any  | Primer                | Segon               | Tercer                |
| 1995 | Rasa Polikevičiūtė    | Diana Žiliūtė       | Liuda Triabaitė       |
| 1996 |                       |                     |                       |
| 1997 |                       |                     |                       |
| 1998 | Edita Pučinskaitė     | Diana Žiliūtė       | Jolanta Polikevičiūtė |
| 1999 | Edita Pučinskaitė     | Rasa Mažeikytė      | Rasa Polikevičiūtė    |
| 2000 |                       |                     |                       |
| 2001 |                       |                     |                       |
| 2002 | Edita Pučinskaitė     | Diana Elmentaitė    | Indrė Janulevičiūtė   |
| 2003 | Diana Žiliūtė         | Edita Pučinskaitė   | Diana Elmentaitė      |
| 2004 | Diana Žiliūtė         | Ramūnė Lipinskaitė  | Aušrinė Trebaitė      |
| 2005 | Svetlana Pauliukaitė  | Inga Čilvinaitė     | Daiva Tuslaitė        |
| 2006 | Edita Pučinskaitė     | Daiva Tuslaitė      | Diana Elmentaitė      |
| 2007 | Edita Pučinskaitė     | Daiva Tuslaitė      | Aušrinė Trebaitė      |
| 2008 | Daiva Tuslaitė        | Diana Žiliūtė       | Aušrinė Trebaitė      |
| 2009 | Diana Žiliūtė         | Vilija Sereikaitė   | Aušrinė Trebaitė      |
| 2010 | Katažina Sosna        | Vilija Sereikaitė   | Aleksandra Sošenko    |
| 2011 | Aušrinė Trebaitė      | Katažina Sosna      | Aleksandra Sošenko    |
| 2012 | Vilija Sereikaitė     | Katažina Sosna      | Aušrinė Trebaitė      |
| 2013 | Inga Čilvinaitė       | Katažina Sosna      | Roberta Pilkauskaitė  |
| 2014 | Aušrinė Trebaitė      | Daiva Tuslaitė      | Katažina Sosna        |
| 2015 | Aušrinė Trebaitė      | Silvija Latožaitė   | Daiva Tuslaitė        |
| 2016 | Aušrinė Trebaitė      | Daiva Tuslaitė      | Silvija Latožaitė     |
| 2017 | Ernesta Strainytė     | Justina Jovaišytė   | Ieva Venckutė         |
| 2018 | Daiva Tuslaitė        | Olivia Baylesite    | Silvija Paceviciene   |
| 2019 | Kataržina Sosna       | Silvija Paceviciene | Akvilė Gedraitytė     |
| 2020 | Katažina Sosna        | Akvile Gedraityte   | Inga Čilvinaitė       |
| 2021 | Inga Češulienė        | Viktorija Senkutė   | Olivija Baleišytė     |
| 2022 | Inga Češulienė        | Akvilė Gedraitytė   | Inga Paplauske        |
| 2023 | Olivija Baleišytė     | Akvilė Gedraitytė   | Inga Paplauske        |
| 2024 | Inga Češulienė        | Katazyna Sosna      | Olivija Baleišytė     |
| 2025 | Skaisté Mikašauskaité | Akvilė Gedraitytė   | Daiva Ragazinskiene   |